# George Wilson (basket-ball)
Pour les articles homonymes, voir Wilson.
Cet article possède un paronyme, voir Georges Wilson.
George « Jiff » Wilson, né le 9 mai 1942 à Meridian (Mississippi) et mort le 29 juillet 2023, est un joueur américain de basket-ball.
Pivot de 2,03 m pour 102 kg, George Wilson s'illustre à la Marshall High School de Chicago, où il remporte le championnat de l'Illinois en 1958 et 1960. Après sa formation universitaire avec Cincinnati, il remporte la médaille d'or aux Jeux olympiques d'été de 1964.
Il est ensuite drafté par Cincinnati Royals lors de la draft 1964 selon la règle du territorial pick. Il joue sept saisons en NBA avec les Royals, les Chicago Bulls, les Seattle SuperSonics (lors du draft d'expansion), les Phoenix Suns (acquis lors du draft d'expansion), les Philadelphia 76ers et enfin les Buffalo Braves (acquis par le draft d'expansion), compilant une moyenne de 5,4 points et 5,2 rebonds par match en carrière.
Dans les années 2000, il est directeur d'une YMCA à Fairfield (Ohio)